# Владимирово (Нижегородская область)
Влади́мирово — деревня в городском округе Бор Нижегородской области России. Входит в состав административно-территориального образования Редькинский сельсовет.

## Физико-географическая характеристика
Состоит из старой и новой частей. Новая часть состоит из 2 улиц — Молодёжной и Новой. Деревня также включает в себя 2 садовых товарищества — «Авангард» и «Рубин».

### Климат
Климат умеренно континентальный, с достаточным увлажнением.

### Почвы
Почвы — дерново-подзолистые широколиственно-темнохвойных смешанных лесов.

## История

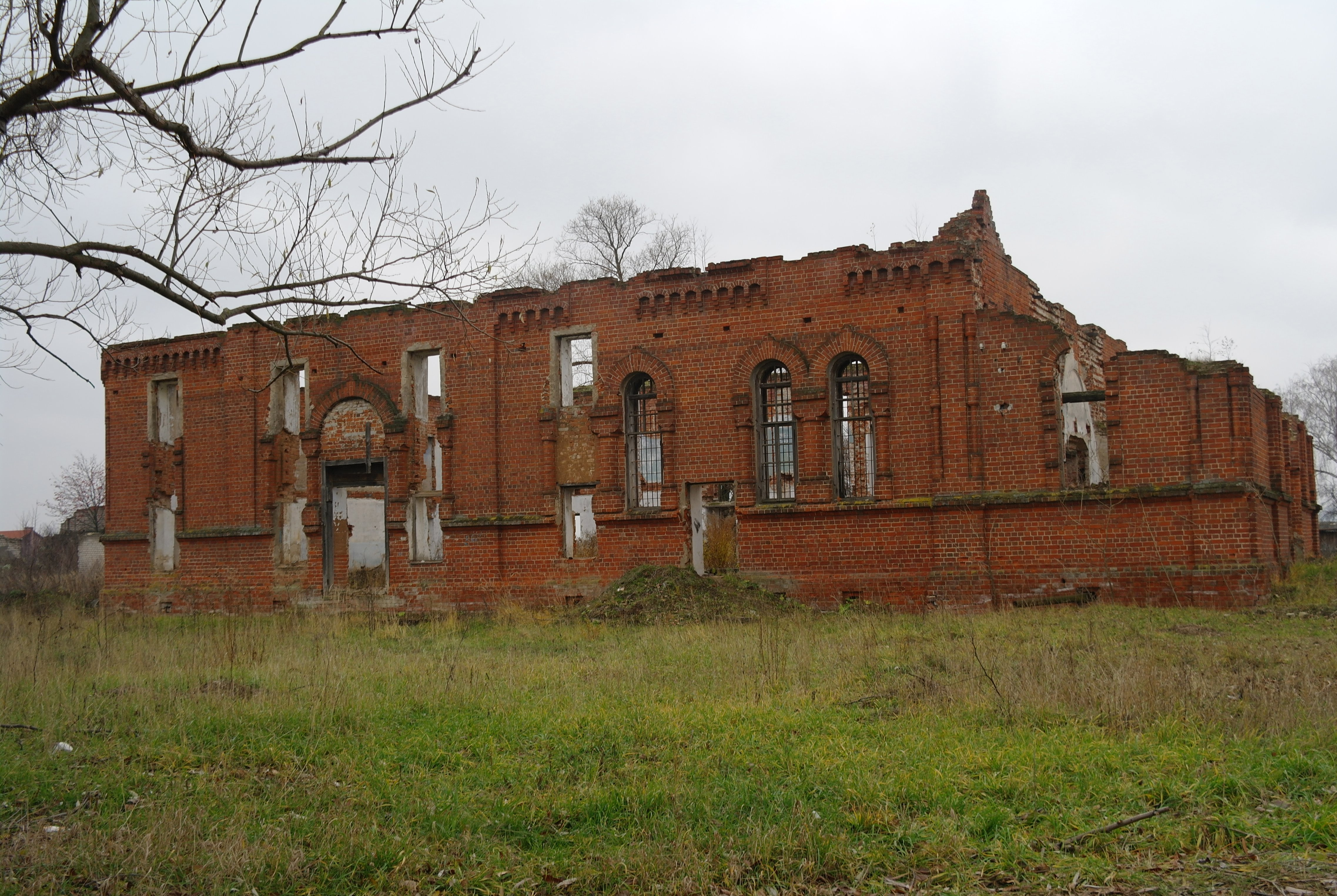
Развалины Никольской церкви

Деревня была основана в начале XVII века и именовалась «сельцо Володимирово» (или же «сельцо Владимировка при колодце и пруде»), с часовней. В ней стояло около 20 изб.
Первые упоминания деревни относятся к 1610-м годам.
В вотчине Ивана Грамотина населённый пункт значился как 10-дворная «деревня Володимирово».
Позднее перешла во владение Троице-Сергиевой лавры, разрослась и стала называться «Володимиров стан».
В XIX веке деревней владел коллежский советник, граф П. А. Зубов.
Село было административным центром Владимирской волости Семёновского уезда.
В 1912 году в селе была основана пожарная дружина.
В район её действия входили, кроме 30 населённых пунктов своей волости, 6 из Рожновской и 14 — из Борской волостей.
В составе дружины было 123 «охотника»: 62 качальщика, 22 лазальщика, 15 водоснабжателей, 12 топорщиков, 10 трубников, 2 монтёра. В её правление избирались самые уважаемые жители округи: председатель — С. А. Спирин, староста — П. П. Зорин, секретарь — Н. О. Гмырочкин. Полный список почетных членов дружины насчитывал около 50 человек, включая губернатора и генерал-губернатора. Содержалась дружина в основном на средства земства, а также на пожертвования Д. В. Сироткина, «Товарищества братьев Нобель» и иных попечителей.
В 1916 году здесь была заложена каменная церковь во имя Святителя и Чудотворца Николая, освященная в 1923 году. На празднике по случаю освящения храма звонили колокола: большой 100-пудовый, средний в 35 пудов и несколько маленьких.
Храм был двухпрестольным, главный посвятили Святителю и Чудотворцу Николаю, престол в трапезной — св. Александру Невскому.
В 1936 году церковь была закрыта. После закрытия в храме разместился птичник-инкубатор, затем — жилой дом.
Не первый год собираются средства на её восстановление, но работы так никто и не начинал. Службы идут в молитвенном доме.

## Экономика
В деревне функционирует линия производства по выпуску стеклопакетов, принадлежащая ЗАО «Прайм Гласс Инвест». Производство включает в себя полностью автоматизированную линию по выпуску стеклопакетов производительностью около 360 тыс. м2 в год. В дальнейшем мощность производства планируется довести до 1 млн м2 стеклопакетов в год.